# Kérouane (prefektura)
Kérouane – prefektura we wschodniej części Gwinei, w regionie Kankan. Zajmuje powierzchnię 7020 km². W 1996 roku liczyła ok. 155 tys. mieszkańców. Siedzibą administracyjną prefektury jest miejscowość Kérouane.